# Vera Miles
Vera Miles, nascuda Vera June Ralston, (Boise City, Oklahoma, 23 d'agost de 1929), és una actriu estatunidenca.
Comença la seva carrera d'actriu al començament dels anys 1950. Després de diversos segons papers en el cinema i a televisió, coneix l'èxit el 1956 amb el western de John Ford, Centaures del desert. L'èxit de la pel·lícula li obre les portes del cinema; el mateix any Alfred Hitchcock li ofereix el paper principal femení de la seva pel·lícula Fals culpable. Esdevinguda la nova protegida de l'amo del suspens, aquest últim volia propulsar-la cap al rang d'estrella amb Vertigen (D'entre els morts) (1958), però l'actriu va haver de desistir. Fa tanmateix el 1960 el paper de Lila Crane a Psicosi. Els seus altres grans èxits inclouen The Man Who Shot Liberty Valance i Twilight's Last Gleaming. El 1995, als 66 anys, posa fi a la seva carrera d'actriu i es retira de la vida pública.

## Biografia
Vera Miles neix el 23 d'agost d'agost de 1929 a Boise City (Oklahoma). La seva mare es diu Burnice (nascuda Wyrick) i el seu pare Thomas Ralston.
Va treballar en l'empresa financera Western Union i va ser diplomada per la Wichita North High School. El 1948, és escollida Miss Kansas.

### Carrera
Al començament dels anys 1950, va a Los Angeles on interpreta petits papers en el cinema i a la televisió, com en la comèdia musical Camí a Broadway (1951) de James V. Kern on coincideix amb l'heroïna de la pel·lícula, Janet Leigh, amb qui rodarà nou anys més tard el clàssic d'Alfred Hitchcock, Psicosi.
Atreu l'atenció de diversos productors que li fan signar diversos contractes en diferents estudis, on fa publicitat. Sota contracte amb la Warner Bros., l'actriu roda en pel·lícules com The Charge At Feather River en 3-D o House of Wax amb Vincent Price, i interpreta fins i tot la promesa de Tarzan en Tarzan's Hidden Jungle (1955). Gordon Scott, que interpreta l'heroi, es casa amb ella el 1954. Es divorciaran el 1959.

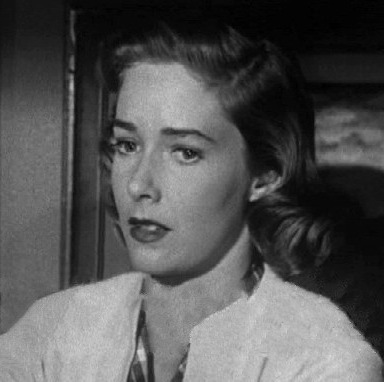
Vera Miles a Fals culpable

El 1956, el llegendari John Ford li ofereix un segon paper en el western Centaures del desert amb John Wayne i Natalie Wood. L'èxit de la pel·lícula llança la seva carrera. Roda llavors sota la direcció de Robert Aldrich en Autumn Leaves, amb Joan Crawford i Cliff Robertson, i de Henry Hathaway per a 23 Paces to Baker Street amb Van Johnson.
Un any més tard, signa un contracte de cinc anys amb Alfred Hitchcock, que volia fer-ne una nova Grace Kelly. Va participar en principi en un episodi de la seva sèrie de televisió Alfred Hitchcock Presents titulat Revenja. Molt impressionat, el director li ofereix el paper d'una dona desorientada, esposa de Henry Fonda, un home acusat equivocadament de crims, a Fals culpable (1956). La pel·lícula és un èxit i Miles es converteix en la nova egèria de Hitchcock.
El director el contracta llavors per a Vertigen (D'entre els morts), amb la qual vol fer de Miles una estrella. Però després de retards de producció i el seu d'embaràs, l'actriu ho deixa, amb gran desesperació de Hitchcock, que va ser forçat a contractar Kim Novak, amb qui no deixarà de discutir. Com va confiar a François Truffaut, després de la marxa de Vera Miles, va perdre tot interès per la pel·lícula, considerada per molts com la seva obra mestra absoluta.
El 1959, treballa de nou amb Van Johnson per a Beyond This Place adaptat de la novel·la de Cronin, Més enllà d'aquest indret publicada el 1953. Un any més tard, es trona a trobar amb Hitchcocka la pel·lícula de suspens Psicosi (1960), on interpreta Lila Crane, una jove a la recerca de la seva germana desapareguda (Janet Leigh). La seva actuació en aquesta pel·lícula és considerada com la millor.
Té llavors un segon paper al costat de Susan Hayward i John Gavin en el melodrama Back Street realitzat per David Miller el 1961. Amb John Wayne i James Stewart, actua a The Man Who Shot Liberty Valance, sota la direcció de John Ford. Comparteix un Bronze Wrangler ofert per Western Heritage amb el director, els guionistes i els actors de la pel·lícula. El 1968, estarà una vegada davant de John Wayne en Hellfighters.
La seva carrera pren un gir inesperat quan signa amb The Walt Disney Company i roda A Tiger Walks (1964), Those Calloways (1965) i Follow me, Boys! (1966). En els anys 1970, continuarà treballant per a l'estudi.
En els anys 1980, va interpretar sobretot en sèries de televisió, com Magnum, Little House on the prairie o S'ha escrit un crim. El 1983, reprèn el seu paper més cèlebre, el de Lila Crane, en Psicosi II. Llavors, l'actriu va declarar que estava decebuda que Psicosi sigui considerat com la seva millor pel·lícula, mentre que, segons ella, altres eren superiors.
Roda després Into the Night (1985) de John Landis amb Jeff Goldblum i Michelle Pfeiffer i a la televisió Alerta a l'aeroport el mateix any.
El 1995, després d'haver rodat a la pel·lícula de suspens Separate Lives, anuncia que acaba la seva carrera i que es jubila.
Actualment, retirada a Califòrnia, refusa totes les relacions públiques (incloent-hi entrevistes, aparicions públiques...).
Té una estrella al Passeig de la Fama de Hollywood el 1650 de Vine Street.

## Filmografia

### Cinema
| Any  | Títol                                                        | Realitzador              | Paper                             |
| ---- | ------------------------------------------------------------ | ------------------------ | --------------------------------- |
| 1950 | When Willie Comes Marching Home                              | John Ford                | Cameo (no surt als crèdits)       |
| 1951 | Camí a Broadway (Two Tickets to Broadway)                    | James V. Kern            | Cor corista (no surt als crèdits) |
| 1952 | For Men Only                                                 | Paul Henreid             | Kathy                             |
| 1952 | The Rose Bowl Story                                          | William Beaudine         | Denny Burke                       |
| 1953 | El monstre dels temps remots (The Beast from 20,000 Fathoms) | Eugène Lourié            | Presentació al tràiler            |
| 1953 | La càrrega dels genets indis (The Charge at Feather River)   | Gordon Douglas           | Jennie McKeever                   |
| 1953 | So Big                                                       | Robert Wise              | Corista                           |
| 1954 | Pride of the Blue Grass                                      | William Beaudine         | Linda                             |
| 1955 | Wichita                                                      | Jacques Tourneur         | Laurie McCoy                      |
| 1955 | Tarzan's Hidden Jungle                                       | Harold D. Schuster       | Jill Hardy                        |
| 1956 | Centaures del desert (The Searchers                          | John Ford                | Laurie Jorgensen                  |
| 1956 | 23 Paces to Baker Street                                     | Henry Hathaway           | Jean Lennox                       |
| 1956 | Autumn Leaves                                                | Robert Aldrich           | Virginia Hanson                   |
| 1956 | Fals culpable (The Wrong Man)                                | Alfred Hitchcock         | Rosa Balestrero                   |
| 1957 | La ingrata ciutat (Beau James)                               | Melville Shavelson       | Betty Compton                     |
| 1959 | Fill de forçat (Beyond This Place)                           | Jack Cardiff             | Lena Anderson                     |
| 1959 | The FBI Story                                                | Mervyn LeRoy             | Lucy Ann Hardesty                 |
| 1959 | A Touch of Larceny                                           | Guy Hamilton             | Virginia Killain                  |
| 1960 | The Lawbreakers                                              | Joseph M. Newman         | Angela Walsh                      |
| 1960 | 5 Branded Women                                              | Martin Ritt              | Daniza                            |
| 1960 | Psicosi (Psycho)                                             | Alfred Hitchcock         | Lila Crane                        |
| 1961 | Història d'un amor (Back Street)                             | David Miller             | Liz Saxon                         |
| 1961 | The Man Who Shot Liberty Valance                             | John Ford                | Hallie Stoddard                   |
| 1964 | A Tiger Walks                                                | Norman Tokar             | Dorothy Williams                  |
| 1965 | Those Calloways                                              | Norman Tokar             | Lydia (Liddy) Calloway            |
| 1966 | Follow Me, Boys!                                             | Norman Tokar             | Vida Downey                       |
| 1967 | Gentle Giant                                                 | James Neilson            | Ellen Wedloe                      |
| 1968 | Sergeant Ryker                                               | Buzz Kulik               | Ann Ryker                         |
| 1968 | Kona Coast                                                   | Lamont Johnson           | Melissa Hyde                      |
| 1968 | The Green Berets                                             | Ray Kellogg i John Wayne | Mrs. Kirby (escenes tallades)     |
| 1968 | Hellfighters                                                 | Andrew V. Mclaglen       | Madelyn Buckman                   |
| 1968 | Mission Batangas                                             | Keith Larsen             | Joan Barnes                       |
| 1970 | The Wild Country                                             | Robert Totten            | Kate Tannen                       |
| 1972 | Molly and Lawless John                                       | Gary Nelson              | Molly Parker                      |
| 1973 | One Little Indian                                            | Bernard Mceveety         | Doris McIver                      |
| 1974 | The Castaway Cowboy                                          | Vincent Mceveety         | Henrietta MacAvoy                 |
| 1977 | Twilight's Last Gleaming                                     | Robert Aldrich           | Victòria Stevens                  |
| 1977 | Run for the Roses                                            | Henry Levin              | Clarissa Stewart                  |
| 1983 | Psycho II                                                    | Richard Franklin         | Lila Loomis                       |
| 1983 | Brainwaves                                                   | Ulli Lommel              | Marian Koonan                     |
| 1984 | The Iniciation                                               | Larry Stewart            | Frances Fairchild                 |
| 1985 | Into the Night                                               | John Landis              | Joan Caper                        |
| 1995 | Separate Lives                                               | David Madden             | Dr. Ruth Goldin                   |

### Televisió
- 1955: Alfred Hitchcock Presents - Temporada 1 episodi 1: Elsa Span
- 1960: Incident at a corner (curt TV d'Alfred Hitchcock): Jean Medwick
- 1960: Twilight zone - Temporada 1 episodi 21 (Miror image)
- 1963: The Outer Limits - Temporada 1 episodi 32: Kasha Paine
- 1973: Columbo: Temporada 3 de Columbo, episodi 1: Lovely but Lethal (Tv): Viveca Scott
- 1975: Els Carrers De San Francisco - Temporada 4 episodi 4: Catherine Wyatt
- 1981: Magnum - Temporada 2 episodi 9: Joan Gibson
- 1981: The Love Boat
- 1982: La casa de la pradera (Sèrie T.V.)  - Temporada 9 Episodi 202 (L'estiu): Ruthy Leland
- 1985: S'ha escrit un crim - Temporada 2 episodi 9: Elizabeth Gates
- 1990: S'ha escrit un crim - Temporada 7 episodi 3 i 19: Charmaine Calloway i Nancy Landon